# Bauhinia galpinii
Bauhinia galpinii là một loài thực vật có hoa trong họ Đậu. Loài này được N.E.Br. miêu tả khoa học đầu tiên.

## Hình ảnh

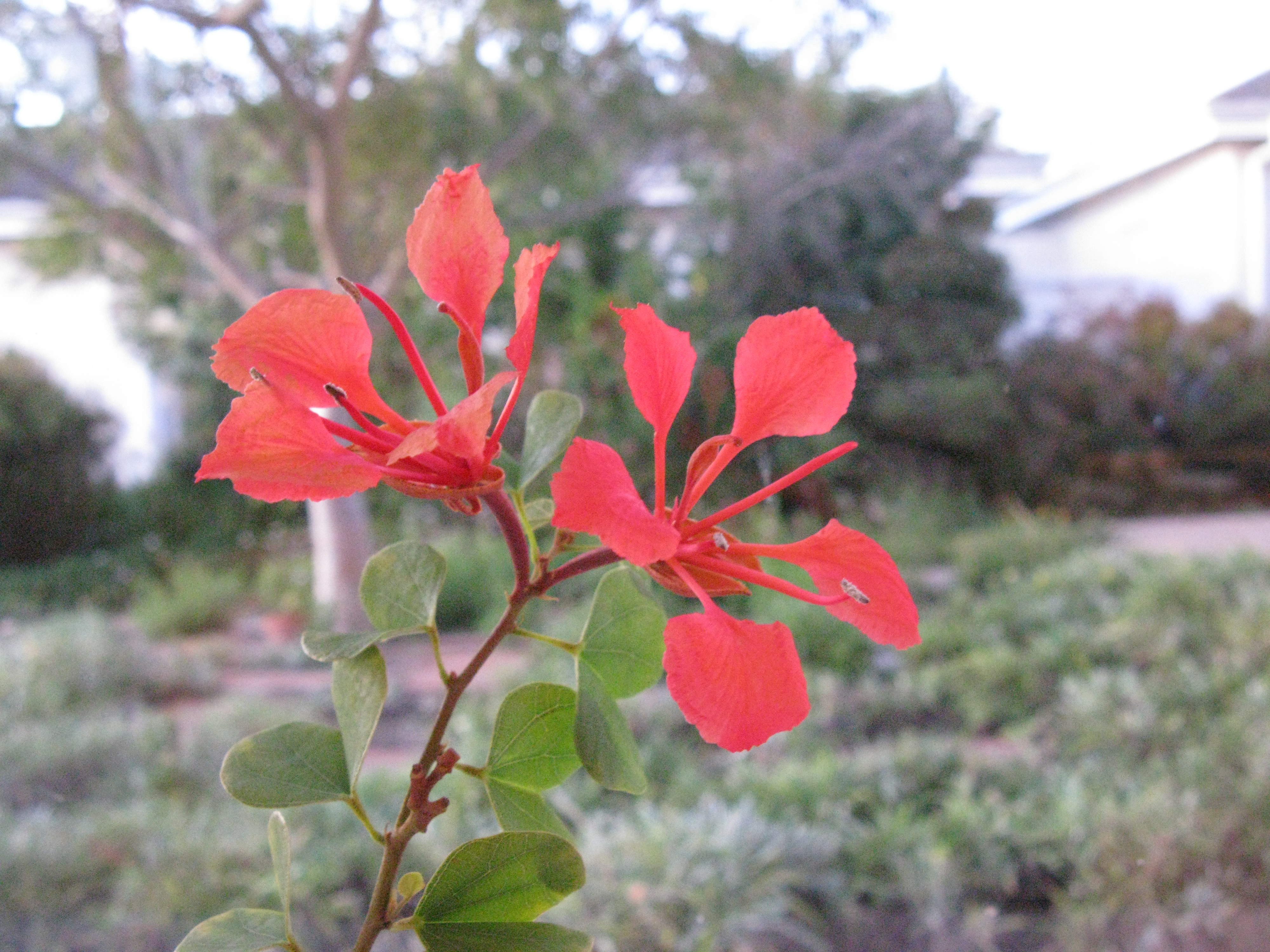
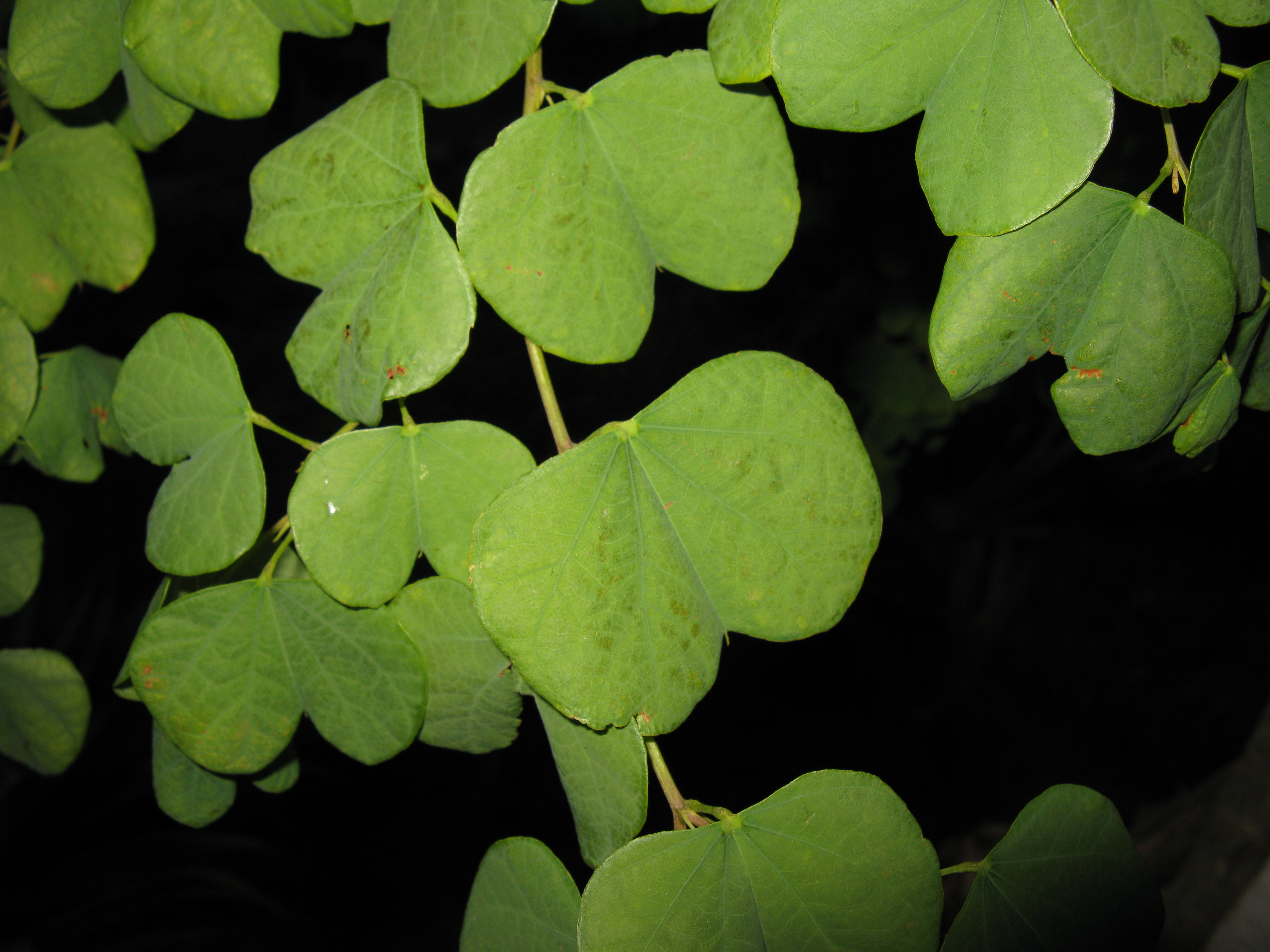
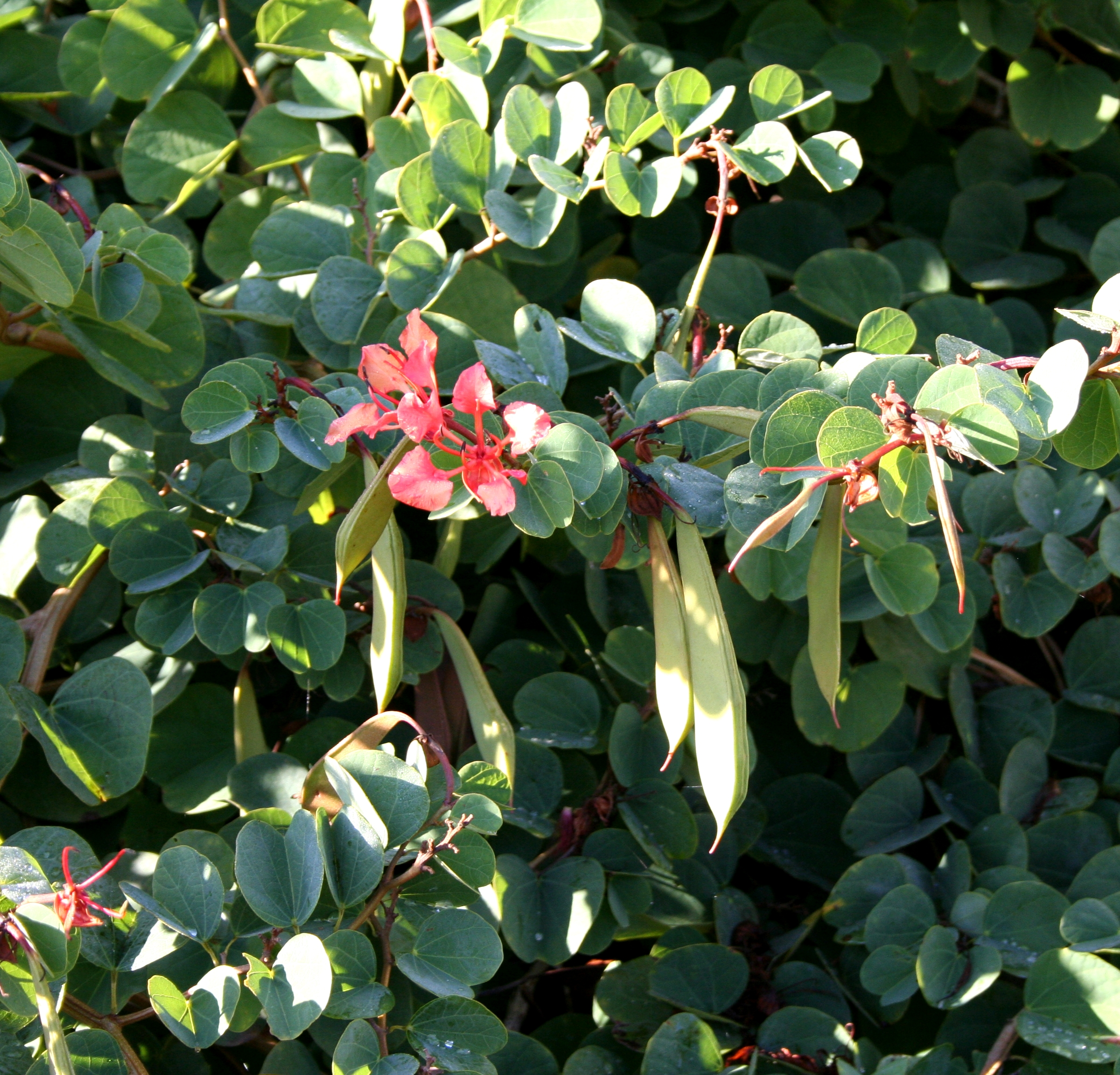
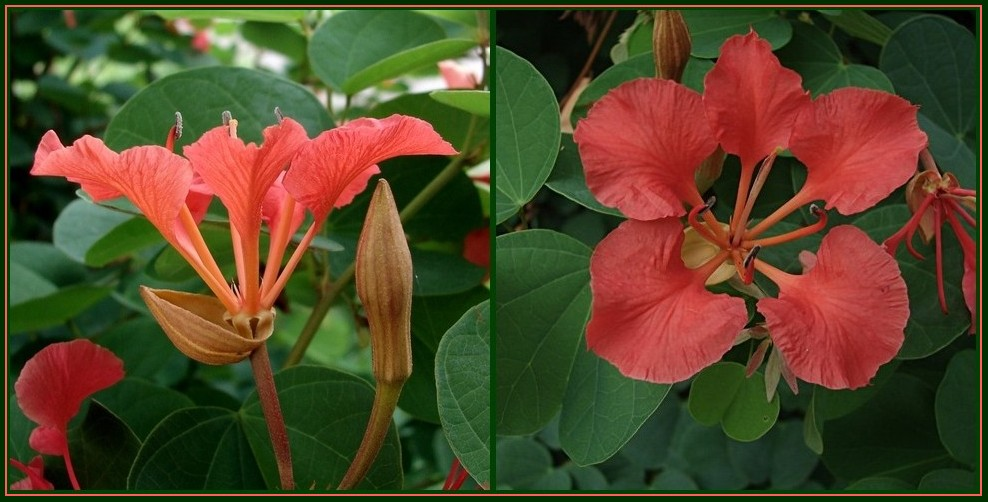